# Kelmayisaurus petrolicus
Il kelmayisauro (Kelmayisaurus petrolicus) è un dinosauro carnivoro appartenente ai tetanuri. Visse nel Cretaceo inferiore (tra 140 e 100 milioni di anni fa) e i suoi resti fossili sono stati ritrovati in Cina. È noto solo per frammenti.

## Classificazione
Questo dinosauro è noto solo per alcuni fossili frammentati delle mascelle, descritti per la prima volta da Dong Zhiming nel 1973.  I resti provengono dalla formazione Lianmugin, dalla datazione riferibile con poca precisione al Cretaceo inferiore. A causa dell'estrema scarsità dei fossili, Kelmayisaurus è stato a lungo considerato un nomen dubium, e la sua posizione filogenetica è incerta.
In ogni caso, studi recenti ritengono che Kelmayisaurus possa essere un genere valido della famiglia dei carnosauri carcarondontosauri, i cui caratteri diagnostici comprendono una fossa accessoria su ciascun lato dell'osso dentale (il principale osso della mandibola). Alcune caratteristiche lo avvicinerebbero ai carcarodontosauridi, una famiglia di dinosauri teropodi che comprende alcuni tra i più grandi dinosauri carnivori finora scoperti, mentre altre caratteristiche fanno supporre una parentela con i megalosauroidi, dinosauri teropodi più antiquati, come Megalosaurus e Torvosaurus. Altre caratteristiche, invece, ricordano i ceratosauridi, un gruppo di dinosauri carnivori diversificatisi ancor prima. Uno studio del 2011 indica che Kelmayisaurus potrebbe essere un carcarodontosauride basale, in una posizione filogenetica affine a Eocarcharia. Il nome Kelmayisaurus petrolicus si riferisce alla città petrolifera di Karamay, presso la quale sono stati ritrovati i fossili.
Nel 1993 è stata menzionata un'altra presunta specie di Kelmayisaurus su un libro divulgativo per ragazzi; la specie ("Kelmayisaurus gigantus") sarebbe basata su una colonna vertebrale lunga 22 metri; in realtà è probabile che il fossile, mai descritto ufficialmente, appartenga a un dinosauro sauropode e di certo non è comparabile con i resti finora noti di Kelmayisaurus.